# Josef Witiska
Josef Witiska, född 5 juli 1894 i Iglau, död 1946, var en österrikisk promoverad jurist och Standartenführer i SS. Han var en av de ansvariga för förintelsen i Polen.

## Biografi
År 1914 anmälde sig Witiska som krigsfrivillig och stred i första världskriget. Efter kriget studerade han rättsvetenskap och promoverades till juris doktor 1922.
Efter Anschluss, Tysklands annektering av Österrike i mars 1938, tjänstgjorde han vid Gestapo i Graz. I juni 1941 utsågs han till ställföreträdande chef för Gestapo i Prag i Riksprotektoratet Böhmen-Mähren. Han var ställföreträdare åt Hans Geschke och därefter åt hans efterträdare Ernst Gerke. I februari 1943 efterträdde han Helmut Tanzmann som kommendör för Sicherheitspolizei (Sipo) och Sicherheitsdienst (SD) i distriktet Galizien i Generalguvernementet, det polska territorium som inte inlemmades med Tyska riket. Där organiserade Witiska massarkebuseringar av judar.
Från september till november 1944 ledde Witiska Einsatzgruppe H, en mobil insatsgrupp som samarbetade med det slovakiska Hlinkagardet i gripandet och deporteringen av slovakiska judar till bland annat Auschwitz-Birkenau. Vid krigsslutet greps Witiska av amerikanska soldater och internerades. Han begick självmord, innan han skulle utlämnas till Tjeckoslovakien.